# Howard Hawks
Howard Winchester Hawks (Goshen, 30 de mayo de 1896-Palm Springs, 26 de diciembre de 1977) fue un director, guionista y productor estadounidense. En su amplia filmografía, que incluyó cine negro, películas del oeste y comedias, entre otras, se cuentan numerosas películas galardonadas con premios Óscar y otras distinciones. Sin embargo, solo obtuvo una nominación y un Óscar honorífico en 1975.

## Biografía
Nació el 30 de mayo de 1896 en Goshen (Indiana). Provenía de una de las familias más adineradas del mid west o medio oeste. Fue el mayor de los cinco hijos que llegaron a tener Frank Winchester Hawks (1865-1950), un rico fabricante de papel, y Helen Brown (1872–1952), hija de un próspero industrial. Por la rama paterna descendía de John Hawks, un inglés emigrado a Massachusetts en 1630. 
En 1898 la familia se trasladó desde Goshen (Indiana) a Neenah (Wisconsin), donde el padre comenzó a trabajar para la compañía papelera de su suegro. Entre 1906 y 1909 la familia comenzó a pasar tiempo en Pasadena (California) porque los fríos inviernos de Wisconsin minaban la frágil salud de la madre. Poco a poco llegaron a pasar solo sus veranos en Wisconsin antes de mudarse permanentemente a Pasadena en 1910. Allí el padre empezó a trabajar como vicepresidente de una importante cadena californiana de hoteles; también tenían naranjales en Glendora. Los hijos comenzaron a asistir a su Escuela Primaria Politécnica, y aunque Howard era un estudiante promedio y sin excesivo interés por los deportes (hasta que descubrió la aviación y las carreras de coches), fue enviado después a la Academia Preparatoria Phillips de Exeter (New Hampshire) de 1913 a 1914, una institución elitista en la que seguramente fue aceptado, pese a su edad no adecuada, por la riqueza de su familia. Ya por entonces era un lector compulsivo de narrativa y un habitual espectador de los teatros cercanos a Boston.
Destacó como tenista, ganando a los dieciocho años el Campeonato Junior de Tenis de los Estados Unidos y en ese mismo año fue aceptado en la Universidad de Cornell (Ithaca, Nueva York), donde fue miembro de la hermandad Delta Kappa Epsilon y se especializó en ingeniería mecánica. Durante las vacaciones de verano de 1916, y gracias a sus conocimientos de arquitectura moderna, empezó a trabajar como ayudante de atrezzo en la industria cinematográfica para sacarse algún dinero (en los estudios Famous Players-Lasky, rama de producción de la Paramount) y quedó absolutamente prendado por este arte; con el propósito de seguir en él intentó inútilmente traspasar su expediente a la Universidad de Stanford, así que tuvo que regresar a Cornell en septiembre.
Cuando Estados Unidos entró en la Primera Guerra Mundial se enroló en el ejército (abril de 1917), pero no llegó a viajar a Europa: su experiencia como experto en diseño de motores de aviación y automoción hacía más conveniente dejarlo en Estados Unidos y le ordenaron trabajar en Texas como instructor de vuelo. Empleó estas experiencias luego para sus futuras películas bélicas de aviación como El escuadrón de la muerte / La escuadrilla del amanecer (The Dawn Patrol, 1930). Para recompensar los servicios prestados recibió, como otros muchos estudiantes que habían dejado la universidad para enrolarse en la guerra, una titulación universitaria honorífica (1918), pero a fines de 1917 ya había vuelto a trabajar en Hollywood, ascendido a ayudante de dirección y bajo la protección de su amiga, la actriz Mary Pickford, en una película de Cecil B. De Mille. Su afición por la mecánica y las carreras de coches (su abuelo le había comprado un bólido con el cual corrió profesionalmente desde los diecisiete años hasta los veinte, y además había diseñado una avioneta) le hizo conocer allí a numerosas estrellas de entonces; en 1916, por ejemplo, entabló amistad con Victor Fleming, futuro director de Lo que el viento se llevó y por entonces director de fotografía. Fleming había sido mecánico de automóviles y aviador y ambos se conocieron al chocar durante una carrera. Este lo recomendó como ayudante en la película de Douglas Fairbanks en que trabajaba, In Again, Out Again, y ese fue su primer trabajo importante. Luego fue ayudante y asistente general en una de las cinco películas que por entonces dirigía De Mille (director del que dijo aprendió lo que no había que hacer, mientras que por el contrario admiraba y estudiaba las películas de "Jack" John Ford). Seguía con De Mille a fines de abril de 1917, cuando rodaba The Little American, pero ese mismo año estuvo en A Little Princess, una película de Mary Pickford dirigida por Marshall Neilan. Según Hawks, como Neilan no se presentó a trabajar un día (estaba borracho), se ofreció a dirigir unas escenas él mismo y a Pickford le gustaron.
Hawks había comenzado, pues, a dirigir a los 21 años. De nuevo volvió a formar equipo con Pickford y Neilan en Amarilly of Clothes-Line Alley antes de unirse al Servicio Aéreo del Ejército de los Estados Unidos, desempeñándose como instructor de vuelo en Texas. Salió del armisticio con la graduación de teniente segundo, sin haber participado en el servicio activo. Ansioso de volver a Hollywood, se mudó allí con su hermano Kenneth, que también era un excelente jugador de tenis (ganó a Bill Tilden), había servido al igual que Howard en la Fuerza Aérea y se había graduado en la Universidad de Yale en 1919. Ambos hicieron amistad rápidamente con el director Allan Dwan. Por desgracia su hermano apenas pudo hacer una película como director (Big Time, de 1929) antes de fallecer en un accidente de aviación en 1930 en pleno rodaje de la segunda. Hawks consiguió su primer trabajo importante cuando usó la fortuna de su familia para prestarle fondos al jefe de estudio Jack L. Warner; este correspondió contratando a Hawks como productor para "supervisar" la realización de una nueva serie de comedias de solo un rollo protagonizada por el comediante italiano Monty Banks. Hawks declaró más tarde que él personalmente dirigió «tres o cuatro» de esos cortos, aunque no existe documentación que lo confirme. Las películas fueron rentables, pero Hawks se fue enseguida para formar su propia compañía de producción utilizando la fortuna y los contactos de su familia para asegurar la financiación. Esa productora, Associated Producers, fue una empresa conjunta entre Hawks, Allan Dwan, Marshall Neilan y el director Allen Holubar, y firmó un acuerdo de distribución con First National. La compañía realizó 14 películas entre 1920 y 1923; ocho fueron dirigidas por Neilan, tres por Dwan y tres por Holubar. Pero estos cuatro hombres se separaron en 1923 ("todos ellos se echaron novia, y ese fue el final"), precisamente el año en que Hawks decidió que quería dirigir en vez de producir.
Desde 1922 trabajaba como guionista para la Paramount e intervino en unos sesenta guiones, por lo general sin aparecer en los créditos. Vivía de alquiler con algunos ruidosos vecinos y amigos, casi todos machistas y temerarios: su hermano Kenneth Hawks, Victor Fleming, Jack Conway, Harold Rosson, Richard Rosson, Arthur Rosson y Eddie Sutherland. Durante este tiempo, Hawks conoció a Irving Thalberg, el productor vicepresidente de la Metro-Goldwyn-Mayer, al que los Hawks admiraban. En 1923 Thalberg sugirió a Jesse Lasky, presidente de Famous Players-Lasky, que contratara a Hawks como nuevo editor de producción. Hawks aceptó y fue puesto inmediatamente a cargo de más de 40 producciones, entre ellas adaptaciones de Joseph Conrad, Jack London, Rex Beache y Zane Grey. Hawks trabajó en los guiones de todas las películas producidas, pero solo salió por primera vez en los créditos como guionista en 1924 en Tiger Love. Firmó un nuevo contrato con Famous-Players en otoño de 1924, pero lo rompió para trabajar como guionista para Thalberg en MGM a cambio de que este le consiguiera un puesto de director antes de un año. En 1925, cuando Thalberg dudó sobre esta promesa, Hawks rompió su contrato con MGM y se fue. Por entonces Hawks admiraba y había estudiado la obra de los directores Ernst Lubitsch, John Ford y Leo McCarey.

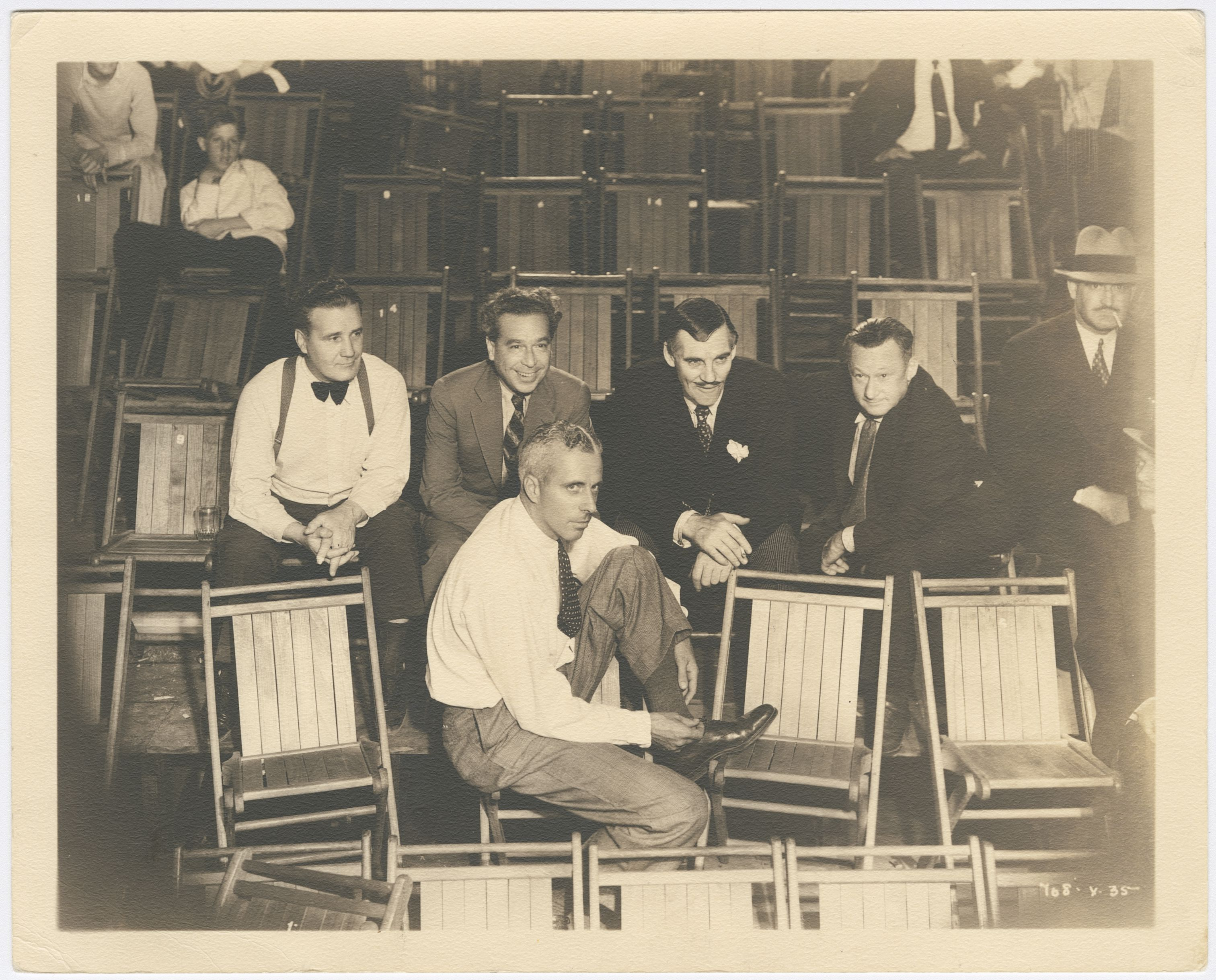
Howard Hawks en 1929 o 1930.

En 1930 Hollywood estaba agitado por la llegada del cine sonoro; muchas carreras de actores y directores se fueron al garete. Los estudios de Hollywood estaban empezando a contratar a actores y directores de teatro porque los creían más adecuados para las películas sonoras. A pesar de haber trabajado en la industria durante catorce años y de haber dirigido muchas películas exitosas, Hawks tuvo que demostrar de nuevo su valor. Haber abandonado la Fox no había ayudado a su reputación, pero Hawks nunca se retractó de sus peleas con los jefes del estudio; tras varios meses de paro reanudó su carrera con su primera película sonora en 1930. Era The Dawn Patrol, sobre una historia original de John Monk Saunders y (extraoficialmente) Hawks. Se ha dicho que Hawks pagó a Saunders para que pusiera su nombre a la película para ocultar su faceta de director que también hacía el guion. Fue su primera película sobre aviación y Hawks contrató con astucia a muchos de los expertos en aviación y camarógrafos que Howard Hughes usaba en otro proyecto sobre cine de aviación, entre ellos Elmer Dyer, Harry Reynolds e Ira Reed. Cuando Hughes se enteró, hizo lo que pudo para sabotear The Dawn Patrol; finalmente abandonó la demanda a fines de 1930, puesto que durante la batalla legal él y Hawks habían terminado por convertirse en buenos amigos. El rodaje finalizó a fines de mayo de 1930 y se estrenó en julio, estableciendo un récord de taquilla en la primera semana en el Winter Garden Theatre de Nueva York. Fue uno de los mayores éxitos de 1930. Con esta película se ganó el respeto de la industria y pudo pasar el resto de su carrera como director independiente sin la necesidad de firmar ningún contrato a largo plazo con estudios específicos.

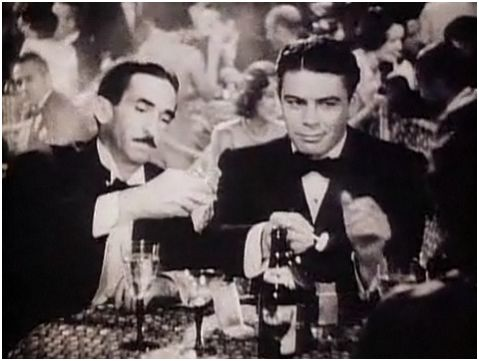
Osgood Perkins y Paul Muni en Scarface, (1932)

Como Hawks no se llevaba bien con el ejecutivo de la Warner Hal B. Wallis, su contrato le permitió ser prestado a otros estudios. Por ejemplo, aceptó una oferta de dirección de Harry Cohn para Columbia Pictures. La película se estrenó en enero de 1931 y fue un éxito, aunque fue prohibida en Chicago. En 1930 Howard Hughes contrató a Hawks para dirigir Scarface, el terror del hampa, una película de gánsteres basada en la vida del mafioso de Chicago Al Capone. La película se terminó en septiembre de 1931, pero la censura del Código Hays impidió que se lanzara como se había previsto; Hughes y Hawks llegaron a un acuerdo con la Oficina de Hays y la película se estrenó en 1932 tras otras películas de gánsteres fundamentales, como El enemigo público (The Public Enemy, 1931) —dirigida por William A. Wellman— y El pequeño César / Hampa dorada (Little Caesar, 1931) —dirigida por Mervyn LeRoy—. Scarface fue la primera película en la que Hawks trabajó con el guionista Ben Hecht, quien se convirtió en amigo y colaborador asiduo durante veinte años. 
Regresó entonces a First National para cumplir su contrato, esta vez con el productor Darryl F. Zanuck; ahora quería hacer un filme sobre su pasión infantil: las carreras de autos. Hawks desarrolló el guion de Avidez de tragedia (The Crowd Roars, 1932) con Seton Miller para su octava y última colaboración y empleó a verdaderos pilotos de carreras en la película, incluido Billy Arnold, ganador en 1930 de las 500 millas de Indianápolis. La película fue estrenada en marzo y se convirtió en un éxito.
Más tarde, en 1932, dirigió Pasto de tiburones (Tiger Shark, 1932) con Edward G. Robinson como protagonista; se trata de una película sobre la pesca del atún. En estas primeras películas, Hawks creó el prototipo del "hombre hawksiano", que el crítico de cine Andrew Sarris describió como "formado por un profesionalismo instintivo". Pasto de tiburones demostró la habilidad de Hawks para incorporar pinceladas de humor en paisajes dramáticos, tensos e incluso trágicos. En 1933 firmó un contrato de tres películas para Metro-Goldwyn-Mayer. La primera fue Vivamos hoy (Today We Live, 1933) sobre la Primera Guerra Mundial e inspirada en un cuento de su futuro amigo, el novelista William Faulkner. Las siguientes dos películas de Hawks para MGM fueron el drama de boxeo El boxeador y la dama (The Prizefighter and the Lady, 1933) y Viva Villa! (1934). Pero las interferencias del estudio en ambas películas llevaron a Hawks a abandonar su contrato con MGM sin completar ninguna de estas dos películas.

### Comedias
En 1934, Hawks fue a Columbia Pictures para hacer su primera comedia, La comedia de la vida (Twentieth Century,1934), protagonizada por John Barrymore y una prima lejana de los Hawks, Carole Lombard. Se basaba en una pieza teatral de Ben Hecht y Charles MacArthur y, junto con Lo que sucedió aquella noche / Sucedió una noche (It Happened One Night, 1934) de Frank Capra, lanzada ese mismo año, está considerada como la película que define el género de la comedia de enredo. En 1935, Hawks hizo Barbary Coast con Edward G. Robinson y Miriam Hopkins. Hawks colaboró con Hecht y MacArthur en La ciudad sin ley (Barbary Coasty, 1935). En 1936, realizó la aventura de aviación Águilas heroicas (Ceiling Zero, 1936) con James Cagney y Pat O'Brien. También en 1936 Hawks comenzó a filmar Rivales (Come and Get It, 1936), protagonizada por Edward Arnold, Joel McCrea, Frances Farmer y Walter Brennan; pero fue despedido por Samuel Goldwyn en medio del rodaje y la película fue terminada por William Wyler.
En 1938 Hawks hizo la comedia La adorable revoltosa /La fiera de mi niña (Bringing Up Baby, 1936) para RKO Pictures, protagonizada por Cary Grant y Katharine Hepburn, calificada como «la comedia más loca de las comedias locas» por el crítico de cine Andrew Sarris. Grant interpreta a un paleontólogo miope que sufre una humillación tras otra debido al gafe de Hepburn, la cual hace de mujer hawksiana, esto es, mujer de carácter hombruno. Se trata de la aplicación de uno de los viejos recursos de la comedia clásica: la inversión de los géneros: hombres apocados y mujeres lanzadas. La dirección artística de Hawks giró en torno a la química natural entre Grant y Hepburn. Con Grant retratando al paleontólogo y a Hepburn como una heredera, los caracteres se suman al propósito de desintegrar la línea entre lo real y lo imaginario. Fue un fracaso de taquilla cuando se lanzó inicialmente y luego RKO despidió a Hawks por las extremas pérdidas; sin embargo, la película fue ganando con el tiempo y se ha convertido en un clásico, una de las obras maestras de Hawks. Más tarde Hawks realizó, para Columbia Pictures, el drama de aviación Sólo los ángeles tienen alas (Only Angels Have Wings, 1939), protagonizado por Cary Grant, Jean Arthur, Thomas Mitchell, Rita Hayworth y Richard Barthelmess.

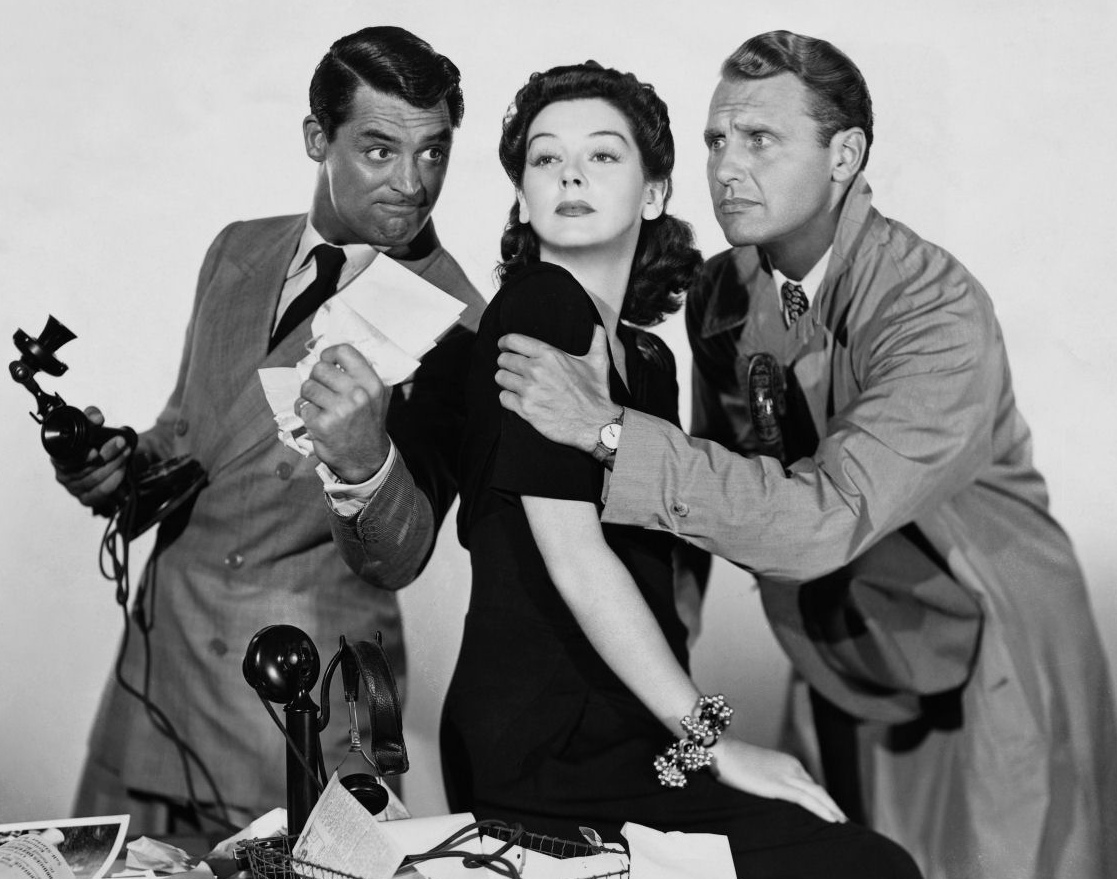
Cary Grant, Rosalind Russell y Ralph Bellamy en Luna nueva (His Girl Friday, 1940)

En 1940, Hawks regresó al género de la comedia screwball o comedia loca con Ayuno de amor / Luna nueva / Mi asistente favorita (His Girl Friday, 1940) protagonizada por Cary Grant y Rosalind Russell. La película adaptaba el éxito de Broadway The Front Page de Ben Hecht y Charles MacArthur, ya filmada —Un gran reportaje (The Front Page, 1931)— y también refundida por esos mismos guionistas y trasplantada a la India de Rudyard Kipling en Gunga Din (1939). Sin olvidar la influencia que Jesse Lasky tuvo en su carrera temprana, en 1941 Hawks hizo El sargento inmortal / El sargento York, protagonizado por Gary Cooper como un granjero pacifista por motivos religiosos que se convierte en un condecorado soldado de la Primera Guerra Mundial. Hawks dirigió la película y eligió a Cooper como favor específico para Lasky. Resultó ser la película de mayor recaudación de 1941 y ganó dos Premios de la Academia (mejor actor y mejor edición), además de valerle a Hawks su única nominación a mejor director. Más tarde en ese mismo año, Hawks trabajó con Cooper nuevamente en Bola de fuego (Ball of Fire, 1940) que también protagonizó Barbara Stanwyck. La película fue escrita por Billy Wilder y Charles Brackett y es una versión lúdica de Blancanieves y los siete enanitos. Cooper interpreta a un lingüista muy intelectual y casero que está escribiendo una enciclopedia con otros seis científicos, y contrata a Stanwyck en la calle para ayudarlos a incluir los modismos de la jerga moderna, que desconocen. En 1941, Hawks comenzó a trabajar en la película El forajido / El proscrito (The Outlaw, 1943) producida (y más tarde dirigida) por Howard Hughes, basada en la vida de Billy el Niño y protagonizada por Jane Russell. Hawks completó el rodaje inicial de la película a principios de 1941; pero, debido a su perfeccionismo y a las batallas que hubo de sostener con el Código de Producción de Hollywood, Hughes continuó y concluyó la película y la montó hasta que en 1943 finalmente pudo ser estrenada sin que Hawks figurara en los créditos como director.

### Cine negro

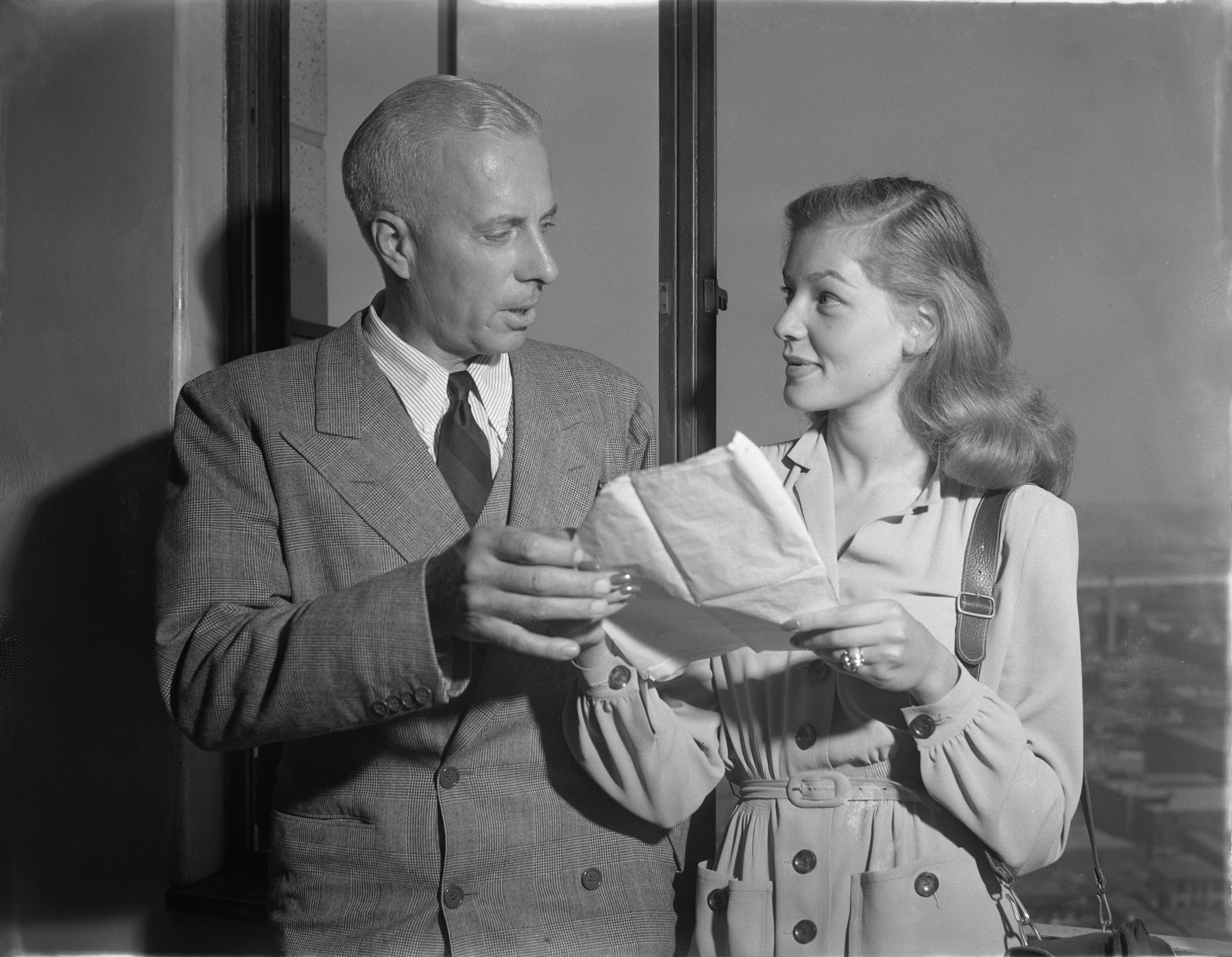
Hawks y Lauren Bacall, 1943.

Después de la película El bombardero heroico (Air Force, 1943) sobre la Segunda Guerra Mundial, protagonizada por John Garfield, Hawks hizo dos películas con los amantes en la vida real Humphrey Bogart y Lauren Bacall. La primera fue Tener y no tener (To Have and Have Not , 1944), también con la interpretación estelar de Walter Brennan, basada en la novela homónima de Ernest Hemingway, del que Hawks era amigo íntimo; de hecho, había apostado con él sobre que podría hacer una buena película con el "peor libro" escrito por Hemingway. Hawks, William Faulkner y Jules Furthman colaboraron en el guion sobre un capitán de un barco pesquero estadounidense que trabajaba en la Martinica francesa, en pleno Caribe, con el cual se interferían varias situaciones de espionaje tras la caída de Francia en 1940. Bogart y Bacall se enamoraron durante el rodaje y se casaron poco después. Tener y no tener ha sido criticada por torpe y aburrida en general, pero ha sido alabada por su trama romántica y por su parecido a Casablanca. La mayor fortaleza de la película proviene de su atmósfera y del ingenioso diálogo que realmente juega con el poder seductor de Lauren Bacall. Hawks volvió a actuar en equipo con Bogart y Bacall en 1946 con Al borde del abismo / El gran sueño / El sueño eterno (The Big Sleep, 1946) basado en la la novela policíaca homónima sobre el detective Philip Marlowe de Raymond Chandler.

### Wéstern
En 1948 Hawks rodó Río Rojo (Red River, 1948), un wéstern épico —recuerda a Motín / Rebelión a bordo (Mutiny on the Bounty, 1935) dirigida por Frank Lloyd— con un monumental John Wayne y Montgomery Clift en su primera película. Un poco más tarde en ese año, Hawks realizó una nueva versión de su película Bola de fuego con el título Nace una canción (A Song Is Born, 1948) esta vez protagonizada por Danny Kaye y Virginia Mayo. Aunque esta versión sigue la misma trama, presta más atención a la música, incluyendo a leyendas del jazz como Tommy Dorsey, Benny Goodman, Louis Armstrong, Lionel Hampton y Benny Carter interpretándose a ellos mismos. En 1949, Hawks volvió a hacer equipo con Cary Grant en la comedia screwball La novia era él (I Was a Male War Bride, 1949) también protagonizada por Ann Sheridan.
En 1951 Hawks produjo y, según algunos, dirigió además su única película de ciencia ficción, El enigma de otro mundo (The Thing From Another World, 1951), sobre un relato de John W. Campbell. Según John Carpenter, quien dirigió una célebre refactura o remake posterior, es indudable que la dirigió: "Aclaremos el dato: fue dirigida por Howard Hawks, auténticamente dirigida por Howard Hawks: dejó que su editor, Christian Nyby, firmara la acreditación, pero el tipo de relación entre sus personajes masculinos, su camaradería, ese grupo de hombres que tiene que luchar contra el mal, todo eso es puramente hawksiano". Siguió a esta el wéstern Río de sangre (The Big Sky 1952), protagonizada por Kirk Douglas. Más tarde, en 1952, Hawks trabajó con Cary Grant por quinta y última vez en la comedia Me siento rejuvenecer (Monkey Business, 1952) que también protagonizaron Marilyn Monroe y Ginger Rogers. Grant interpreta a un científico (lo que recuerda a su personaje en La fiera de mi niña) creador de una fórmula que aumenta su vitalidad. El crítico de cine John Belton llamó a la película Hawks "la comedia más orgánica". Su tercera película de 1952 fue una contribución a la "película ómnibus" Cuatro páginas de la vida (O. Henry's Full House, que incluye diversos cuentos del famoso escritor O. Henry filmados por varios directores. El cortometraje de Hawks, "The Ransom of Red Chief", está protagonizado por Fred Allen, Oscar Levant y Jeanne Crain.

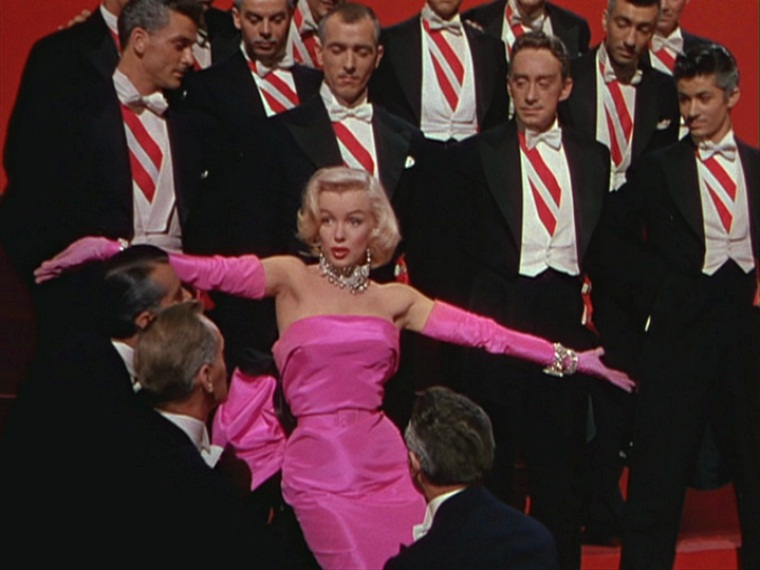
Marilyn Monroe en una mítica escena de Los caballeros las prefieren rubias (1953), que la cantante Madonna recrearía en su video musical de Material Girl.

En 1953, Hawks creó Los caballeros las prefieren rubias (Gentlemen Prefer Blondes, 1953), una comedia en la que Marilyn Monroe cantó el famoso número de "Los diamantes son los mejores amigos de una chica". La protagonizaban ella y Jane Russell como dos cabareteras en busca del éxito; según la crítica, es la única versión femenina del célebre género buddy film o "película de amigos". En 1955, Hawks se singularizó al cambiar completamente de registro y filmar una película atípica, el drama histórico Tierra de faraones (Land of the Pharaohs, 1955), una sombría meditación sobre el poder y la ambición vacía en forma de epopeya de espada y desierto en el antiguo Egipto, protagonizada por Jack Hawkins como Keops, Alexis Minotis como el sumo sacerdote Hamar y Joan Collins como la intrigante segunda esposa del faraón Nélifer. La película fue la colaboración final de Hawks con su viejo amigo William Faulkner poco antes de la muerte del novelista. En 1959, Hawks volvió a trabajar con John Wayne en Río Bravo, también protagonizada por Dean Martin, Ricky Nelson y Walter Brennan como cuatro hombres de la ley que "defienden el fuerte" de la cárcel local, en la que un poderoso delincuente está esperando juicio mientras su familia trata de sacarlo. Sobre su carácter el crítico de cine Robin Wood ha dicho que si se le pidiera que eligiese una película que justificase la existencia de Hollywood, sería esta. Y es verdad que expone casi todas las virtudes del clasicismo cinematográfico estadounidense.
En 1962, Hawks hizo ¡Hatari!, otra vez con John Wayne, quien interpreta a un cazador de animales salvajes en África. Con sus conocimientos de ingeniería mecánica, Hawks construyó un híbrido de cámara y auto que le permitió filmar con brío las escenas de caza. También destaca la banda sonora de Henri Mancini, de la que se hizo justamente famosa El paso del elefantito. En 1964, Hawks concluyó su última comedia, El deporte predilecto del hombre / Su juego favorito (Man's Favorite Sport?, 1964) protagonizada por Rock Hudson —Cary Grant se descartó por creerse demasiado viejo para el papel— y Paula Prentiss. Hawks regresó luego a su juvenil pasión por las carreras automovilísticas en ¡Peligro... línea 7000! (Red Line 7000, 1965), con un joven James Caan en su primer papel principal. 
Las dos últimas películas de Hawks fueron remakes de sus westerns. Refundió Río Bravo protagonizada por John Wayne en 1966 dirigiendo El Dorado, añadiendo a Robert Mitchum y James Caan con el mismo Wayne; fue estrenada el año siguiente. Luego hizo Río Lobo con Wayne (1970). Aún tenía el proyecto de adaptar un texto de Ernest Hemingway y filmar Now, Mr. Gus, una comedia sobre dos amigos varones que buscan petróleo y dinero, pero falleció en diciembre de 1977 antes de completar este proyecto.

### Otros
Hawks murió el 26 de diciembre de 1977 en Palm Springs (California), a la edad de 81 años, debido a complicaciones derivadas de una caída cuando tropezó con su perro. Cuando ya había pasado dos semanas en el hospital recuperándose de su conmoción cerebral, pidió que lo llevaran a su casa y falleció allí unos días después. Estaba trabajando con su último descubrimiento, la actriz Larraine Zax. Fue cremado y sus cenizas esparcidas en el desierto cerca de Calimesa, California.
Tuvo tres matrimonios: el primero con Athole Shearer (1928-1940), el segundo con Nancy Gross (1941-1947) y el tercero con Dee Hartford (1953-1959). Su primera esposa era hermana de Norma Shearer.
Antes de entrar en el mundo del cine fue piloto de aeroplano y corredor de coches. En Red Line 7000 homenajea este mundo de las carreras de coches, y en Sólo los ángeles tienen alas ofrece una visión menos romántica y más realista del mundo de los aviones en los años 30.

## Estilo cinematográfico

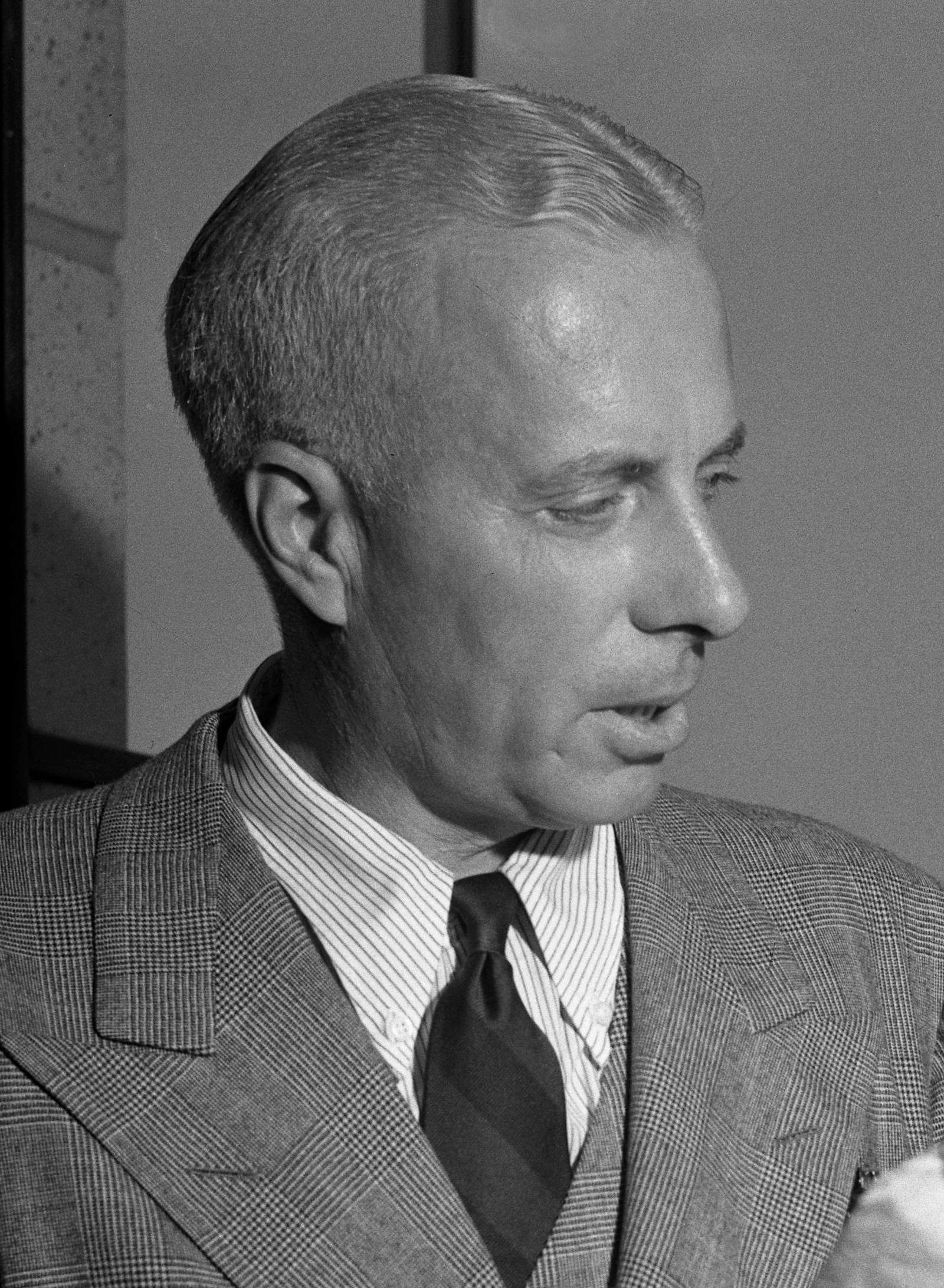
Howard Hawks

Hawks ha dirigido películas desde 1926 (The Road to Glory) hasta 1970 (Río Lobo); un total de 47, de casi todos los géneros, pues era sumamente versátil. Cuando dirigía poseía un control absoluto de todos los aspectos de la producción y la dirección, y también intervenía en todos los guiones. Su definición de una buena película es típica de su mente funcional: «Tres grandes escenas, ninguna mala». También dejó dicho que de los diez mandamientos del cine los nueve primeros eran «entretener, entretener y entretener». Definió al buen director como «aquel que no te molesta», es decir, el que no se aleja del meollo de la escena. En sus propias palabras, su estilo de dirección se basa en «ser agradable y directo». Le gustaba subvertir los géneros, pues para él no los había puros: mezclaba escenas de distinto tipo. Se centraba mucho en los actores y se propuso tomar la menor cantidad de tomas para preservar así la naturalidad en la interpretación.
Aunque no simpatizaba con el feminismo, popularizó un arquetipo de mujer independiente y fuerte, algo que nunca se había hecho en la década de 1920 y por lo tanto se consideraba una rareza; acaso tenía en ello parte la inversión cómica de los roles sexuales. Sin puntos débiles, cuidaba el ingenio de sus diálogos y su fuerte era la habilidad narrativa y la dirección de actores, encontrar química entre ellos; en los filmes de Hawks domina intensamente la camaradería masculina y el sentido del honor. Orson Welles, en una entrevista con Peter Bogdanovich, dijo de Howard Hawks, en comparación con John Ford, «es una gran prosa; Ford es poesía». A pesar del trabajo de Hawks en una variedad de géneros de Hollywood, conservaba una sensibilidad independiente. El crítico de cine David Thomson escribió sobre Hawks: «Lejos de ser un manso proveedor de formas hollywoodenses, siempre eligió darles la vuelta. To Have and Have Not y The Big Sleep, aparentemente una aventura y un thriller, son realmente historias de amor. Río bravo, al parecer un western donde todo el mundo usa sombrero de vaquero, posee diálogos de comedia. Sus comedias están ostensiblemente llenas de emociones fuertes, con los puntos de vista más sutiles sobre la guerra de sexos, y ofrecen un reconocimiento irónico de la incompatibilidad entre hombres y mujeres». David Boxwell argumenta que la mayor parte de la obra del cineasta ha sido acusada de ofrecer mero entretenimiento, un escapismo histórico y adolescente, pero los fanáticos de Hawks se regocijan viendo cómo su obra se evade de los corsés de la religiosidad, el conformismo doméstico, el patriotismo y el sentimentalismo propios de Hollywood.
Trabajó en 23 guiones, de los que, sin embargo, no dirigió: Quicksands, Tiger Love, The Dressmaker from Paris, The Road to Yesterday, Honesty - The Best Policy, Underworld (no acreditado), Viva Villa! (no acreditado), Test Pilot, Indianapolis Speedway, The Outlaw (no acreditado ni en el guion ni en la dirección) y El enigma de otro mundo (no acreditado ni en el guion ni en la dirección); el resto de sus guiones los dirigió él.
Produjo 21 películas: la primera es Quicksands, en 1923, para Jack Conway, que también escribió Corvette K-225, para Richard Rosson; el resto son producciones de sus propias películas, por lo que tuvo un control sobre ellas que no solían tener otros directores de Hollywood.
Considerado por la industria americana como un artesano, fueron los europeos de Cahiers du Cinéma los que “descubrieron” para los americanos los valores de Hawks hasta llegar a ser considerado como uno de los más grandes directores de cine de todos los tiempos. Hawks sobresalió en todos los géneros y, en los que tocó más asiduamente, consiguió obras maestras consideradas entre las mejores.
Género “Cine negro”: Criminal Code, Scarface; To Have and Have Not, en la que dignifica a Ernest Hemingway; The Big Sleep, novela de Raymond Chandler y guion de William Faulkner. 
Comedias: Bringin Up Baby (La fiera de mi niña): maravillosa pareja protagonista formada por Cary Grant y Katharine Hepburn; His Girl Friday, segunda versión de Primera Plana, en la que cambia el personaje de hombre a mujer; Ball Of Fire, I Was a Male War Bride, Gentlemen Prefer Blondes.
Oeste: la saga de los ríos: Río Rojo, Río Bravo, Río Lobo (su última película).
Además, Red Line 7000 (sobre carreras de coches), Hatari!, sobre captura de animales salvajes en África, Land of the Pharaohs, con una alta carga política, y hace una incursión en el género de terror / ciencia ficción con The Thing From Another World.
En dos ocasiones se copió a sí mismo: El Dorado, sobre Río Bravo y A Song Is Born, sobre Ball of Fire, en la que consiguió una vis cómica de Gary Cooper. 
Se cuenta que John Ford, amigo de Hawks, después de haber visto Río Rojo y refiriéndose a John Wayne, dijo: "Nunca pensé que este hijo de puta supiera actuar"; de hecho, a partir de esta película, John Ford le da más profundidad a los personajes de Wayne, cosa que antes no había hecho, ya que eran totalmente planos.
Unas de sus premisas de trabajo era que la cámara siempre tenía que estar a la altura de los hombres, y que el espectador no debía ser consciente de su movimiento. Esto le proporcionaba un estilo en apariencia muy sencillo, pero a la vez muy difícil de ejecutar.
A pesar de haber hecho un puñado de las mejores películas de la historia del cine, no ganó ningún Óscar. Solo estuvo nominado en 1942 por El sargento York y recibió un Óscar honorífico por el conjunto de su carrera en 1975.

## Filmografía parcial
- ¿Quién es el culpable? (1929)
- El código penal (1931)
- Scarface (1932)
- Pasto de tiburones (1932)
- Viva Villa! (1934)
- Twentieth Century (1934)
- Rivales (1936)
- Bringing Up Baby (1938)
- Sólo los ángeles tienen alas (1939)
- His Girl Friday (1940)
- Sergeant York (1941)
- Bola de fuego (1941)
- The Outlaw (1943)
- Tener y no tener (1944)
- The Big Sleep (1946)
- Río Rojo (1948)
- Nace una canción (1948)
- The Thing from Another World (1951)
- Río de sangre (1952)
- Monkey Business (1952)
- Gentlemen Prefer Blondes (1953)
- Tierra de faraones (1955)
- Río Bravo (1959)
- ¡Hatari! (1962)
- Man's Favorite Sport? (1964)
- El Dorado (1966)
- Río Lobo (1970)

## Premios y distinciones
Premios Óscar
| Año  | Categoría        | Película         | Resultado |
| ---- | ---------------- | ---------------- | --------- |
| 1942 | Mejor director   | Sergeant York    | Nominado  |
| 1975 | Óscar Honorífico | Óscar Honorífico | Ganador   |